# Xã Ericson, Quận Renville, Minnesota
Xã Ericson (tiếng Anh: Ericson Township) là một xã thuộc quận Renville, tiểu bang Minnesota, Hoa Kỳ. Năm 2010, dân số của xã này là 206 người.